# Estación de Hospital Comarcal
La estación de Hospital Comarcal será una estación de la línea 3 del metro de Barcelona. Se construirá a 40 metros de profundidad "entre pantallas". Tendrá 2 andenes laterales de 5 metros de ancho. La estación estará equipada con escaleras mecánicas y ascensores. Dará servicio al nuevo Hospital Comarcal y a las instalaciones de TV3. La estación no se abrirá al público hasta el 2021